# 魚韻
魚韻（日语： sakanakushon */?）是日本搖滾樂團，2005年於北海道札幌市結合而成。其樂風综合了另類搖滾、電子音樂、新浪潮、Pop等等，很難將其歸類為其中之一。

## 概要
2005年成立，2007年首次亮相。是以主唱山口一郎為中心的五人樂團。
樂團的名稱為「魚」（サカナ）與「Action」（アクション）的結合字。中譯為「魚韻」。樂隊表示，他們的名字，呈現了他們的理念「期許能夠不畏懼音樂潮流的變化，像魚的動作一般，輕快且迅速的悠游來去於音樂之中」。

## 成員
- 山口一郎（やまぐち いちろう）
  - 主唱與吉他
  - 生日：1980年9月8日（44歲）
  - 家鄉：北海道小樽市
  - 負責編寫歌詞
  - 是「中日龍」的球迷
  - 喜歡釣魚
  - 十分喜愛看俳句以及詩歌
  - 右耳患有感覺神經性耳聾
- 岩寺基晴（いわでら もとはる）
  - 吉他
  - 生日：1981年3月11日（44歲）
  - 家鄉：北海道札幌市
  - 暱稱：Motchi（モッチ）
- 草刈愛美（くさかり あみ）
  - 貝斯
  - 生日：1980年4月30日（45歲）
  - 家鄉：東京都
  - 暱稱：Neesan（姐さん）
- 岡崎英美（おかざき えみ）
  - 键盘
  - 生日：1983年10月5日（41歲）
  - 家鄉：北海道小樽市
  - 暱稱：Zakki（ザッキー）或Zakioka（ザキオカ）
  - 喜歡麵包
  - 是主唱山口在唱片店打工的同事
- 江島啓一（えじま けいいち）
  - 鼓手
  - 生日：1981年7月8日（44歲）
  - 家鄉：北海道札幌市
  - 暱稱：Eji（i）

## 背景
山口一郎在高中時曾經建立過一個名為「荷蘭人」（ダッチマン）的標準英式搖滾樂團，然而表現不佳。當他們討論要如何解決時，決定使用電腦創作音樂，但樂團也因此解散。此後山口一郎繼續獨自做音樂。山口在夜店工作時發現人們很容易因CD中的音樂而情緒高漲，然而他們的現場表演卻不能，因此他認為在夜店當DJ的這個經驗可以作為未來的參考。

## 簡歷
魚韻成立於2005年，當時山口一郎在一間唱片店工作，他因聽到（原神 玲）的，產生了組建樂隊的動力。於是山口與岩寺基晴一同組成魚韻。同時，草刈愛美離開了她原本的樂團，加入了魚韻。江島啓一是由他的朋友介紹而來，岡崎英美則是他在唱片店工作時的同事。
山口一郎表示「魚韻」這個名字對於成員有一個特殊的意涵。山口說:「我們一起建立了這個樂團，而且命其名為『魚韻』。我一開始自己想著:『我對這個名字的感覺是什麼？』『我不喜歡，但我是不得已的』」

## 樂團活動經歷

### 2006年
- 出演「RISING SUN ROCK FESTIVAL」，開始受到關注。

### 2007年
- 5月9日，發行首張專輯《GO TO THE FUTURE》。
- 8月11日，出演SUMMER SONIC大阪公演，負責SONIC STAGE的OPENING ACT。
- 12月30日，出演COUNTDOWN JAPAN的東京公演。

### 2008年
- 1月23日，發行第二張專輯《NIGHT FISHING》。
- 8月6日，發行現場專輯《「NIGHT FISHING IS GOODTOUR 2008 in SAPPORO》。
- 12月20日，發行首張單曲，後收於專輯中。

### 2009年
- 1月21日，發行第三張專輯，在Oricon公信榜專輯排名曾躍升於第8名。
- 7月15日，發行現場專輯《“FISH ALIVE30min., 1 sequence by 6 songs SAKANAQUARIUM 2009@SAPPORO》。

### 2010年
- 1月13日，發行第二張單曲。
- 3月17日，發行第四張專輯《kikUUiki》。
- 8月4日，發行第三張單曲。

### 2011年
- 2月2日，發行「SAKANAQUARIUM 2010」演唱會系列。
- 3月16日，發行第四張單曲 。
- 7月20日，發行第五張單曲。
- 9月28日，發行第五張專輯《DocumentaLy》。
- 12月14日，發行音樂視頻合集。

### 2012年
- 3月28日，發行演唱會DVD及Blu-ray「SAKANAQUARIUM 2011 DocumentaLy -LIVE at MAKUHARI MESSE-」。
- 5月30日，發行第六張單曲。
- 8月29日，發行第七張單曲。
- 11月14日，發行現場專輯《SAKANAQUARIUM2012"ZEPP ALIVE"》。

### 2013年
- 8月29日，發行第八張單曲。
- 3月13日，發行第六張專輯《sakanaction》。
- 11月13日，發行演唱會DVD及Blu-ray「SAKANAQUARIUM 2013 sakanaction -LIVE at MAKUHARI MESSE 2013.5.19-」。

### 2014年
- 1月15日，發行第九張單曲。
- 7月30日，發行「SAKANATRIBE 2014 -LIVE at TOKYO DOME CITY HALL-」演唱會系列。
- 10月29日，發行第十張單曲。

### 2015年
- 8月5日，發行合輯。
- 9月30日，發行第十一張單曲。

### 2016年
- 5月25日，發行演唱會DVD及Blu-ray「SAKANAQUARIUM2015-2016 “NF Records launch tour” -LIVE at NIPPON BUDOKAN 2015.10.27-」。
- 10月19日，發行第十二張單曲。

### 2017年
- 5月9日,举行推出十週年紀念活動「2007.05.09-2017.05.09」。

### 2018年
- 3月28日，發行精選輯。
- 7月25日，發行演唱會DVD及Blu-ray「SAKANAQUARIUM2017 10th ANNIVERSARY　Arena Session 6.1ch Sound Around」。
- 7月24日，出演FUJI ROCK FESTIVAL的新潟公演。

### 2019年
- 6月19日，發行第七張專輯《834.194》。
- 8月17日，出演SUMMER SONIC的東京公演。
- 8月21日，發行第十三張單曲。

### 2020年
- 1月15日，發行演唱會DVD及Blu-ray「SAKANAQUARIUM 2019 "834.194" 6.1ch Sound Around Arena Session -LIVE at PORTMESSE NAGOYA 2019.06.14-」。

## 作品

### 單曲
| #  | 發行日         | 名稱                | Oricon公信榜最高排名 | 收錄專輯           |
| -- | -------------- | ------------------- | -------------------- | ------------------ |
| 1  | 2008年12月20日 | （千與零）          | 35                   | （新白）           |
| 2  | 2010年1月13日  | （四處遊走）        | 3                    | kikUUiki（汽空域） |
| 3  | 2010年8月4日   | （identity）        | 12                   | DocumentaLy        |
| 4  | 2011年3月16日  |                     | 6                    | DocumentaLy        |
| 5  | 2011年7月20日  |                     | 8                    | DocumentaLy        |
| 6  | 2012年5月30日  | （我和花）          | 6                    | sakanaction        |
| 7  | 2012年8月29日  | （夜晚的舞者）      | 5                    | sakanaction        |
| 8  | 2013年1月23日  | （music）           | 4                    | sakanaction        |
| 9  | 2014年1月15日  | （good bye/尤里卡） | 2                    | 834.194            |
| 10 | 2014年10月29日 |                     | 4                    | 834.194            |
| 11 | 2015年9月30日  | （新寶島）          | 9                    | 834.194            |
| 12 | 2016年10月19日 | （也許，是風。）    | 4                    | 834.194            |
| 13 | 2019年8月21日  |                     | 7                    | 834.194            |
| 14 | 2025年2月20日  | （怪獸）            | 2                    |                    |

### 迷你專輯
| # | 發行日         | 名稱                                                                 |
| - | -------------- | -------------------------------------------------------------------- |
| 1 | 2008年8月6日   | 「NIGHT FISHING IS GOOD」TOUR 2008 in SAPPORO                        |
| 2 | 2008年10月15日 | REMIXion                                                             |
| 3 | 2009年7月15日  | “FISH ALIVE”30min., 1 sequence by 6 songs SAKANAQUARIUM 2009@SAPPORO |

### 專輯
| # | 發行日        | 名稱                | Oricon公信榜最高排名 |
| - | ------------- | ------------------- | -------------------- |
| 1 | 2007年5月9日  | GO TO THE FUTURE    | 105                  |
| 2 | 2008年1月23日 | NIGHT FISHING       | 53                   |
| 3 | 2009年1月21日 | （新白）            | 8                    |
| 4 | 2010年3月17日 | kikUUiki（汽空域）  | 3                    |
| 5 | 2011年9月28日 | DocumentaLy         | 2                    |
| 6 | 2013年3月13日 | sakanaction（魚韻） | 1                    |
| 7 | 2019年6月19日 | 834.194             |                      |

## 外部連結
- サカナクション公式サイト
- ビクターエンタテインメントによるアーティストページ （页面存档备份，存于）
- YouTube上的NF Records sakanaction頻道
- 山口一郎公式ブログ「サカナクション一路の『魚と音楽』」 （页面存档备份，存于）
- 江島啓一公式ブログ 「New Audiogram 『茶飯事アンテナ』」 （页面存档备份，存于）
- 山口一郎公式ブログ「サカナクション一路の『テクノクション語録』」，存于（更新終了）
- サカナクション sakanaction的Instagram帳戶
- 山口一郎的Instagram帳戶
- 岩寺基晴的Instagram帳戶
- 江島啓一的Instagram帳戶
- NF (Night Fishing)的Instagram帳戶
- 魚韻的X（前Twitter）
- 山口一郎的X（前Twitter）
- 江島啓一的X（前Twitter）
- NIGHTFISHING_NF的X（前Twitter）
- NF_ONLINE的Twitch频道
- 山口一郎の諸々的Twitch频道